# Скангали
Скангали (латыш. Skangaļi, Skangeļi) — деревня в России, в Гавровской волости Пыталовского района Псковской области.
C 1920 до 1944 гг. входила в состав Яунлатгальского (Абренского) уезда Латвии.

## География
Деревня расположена в 21 км (напрямую, или в 31 км по дороге) к югу от города Пыталово, на железной дороге Пыталово (Россия) — Карсава (Латвия) (часть бывшей линии Санкт-Петербург — Варшава). Имеется приграничный с Латвийской железной дорогой разъезд.

## Население
| 2001 | 2002 | 2010 |
| ---- | ---- | ---- |
| 119  | ↘94  | ↘53  |

Численность населения деревни к началу 2001 года составляла 119 жителей.